# Sandakphu
Der Sandakphu ist ein Berg im Singalila-Kamm im östlichen Himalaya. Er ist mit einer Höhe von 3636 m der höchste Berg im indischen Bundesstaat Westbengalen und des Singalila-Kamms. Sein Gipfel liegt innerhalb des Singalila-Nationalparks im Distrikt Darjeeling an der Grenze zu Nepal. Auf diesem befindet sich ein kleines Dorf, das einige Herbergen für Touristen bietet. Von dort sind vier der fünf höchsten Berge der Welt sichtbar: Mount Everest (8848 m), Kangchendzönga (8586 m), Lhotse (8516 m)  und Makalu (8485 m). Die Aussicht auf den Kangchendzönga ist wegen seiner Gestalt als „schlafender Buddha“ oder bei Hinduisten auch als „schlafender Shiva“ bekannt. Eine Wanderroute führt den Kamm und die Landesgrenze entlang.
Ab etwa 3000 m wachsen subalpine Wälder mit der Tannenart Abies densa, der Himalaya-Birke, sowie verschiedenen Arten von Rhododendren, die ab Ende Februar zu blühen beginnen.